# Nikolaj Kuntsjev
Nikolaj Kuntsjev (Bulgaars: Николай Кънчев) (Bjala Voda, 25 november 1936 – Sofia, 9 oktober 2007) was een Bulgaars dichter en vertaler.

## Biografie
Kuntsjev werd geboren in het dorp Bjala voda, in het district Pleven. Hij doorliep het gymnasium in Svisjtov en studeerde Bulgaarse taal- en letterkunde aan de universiteit van Sofia, zonder een diploma te behalen. Levenslang was hij zonder baan: hij leefde uitsluitend van honoraria voor gedichten en vertalingen. Midden jaren zestig verbleef Kuntsjev in opdracht van de Bulgaarse schrijversbond twee keer in Georgië om kennis te maken met Georgische poëzie die hij vervolgens vertaalde. Tussen 1968 en 1980 werden geen van Kuntsjevs boeken gepubliceerd, aangezien zijn poëzie als te extravagant werd gezien. In 1988, vlak voor het einde van de communistische tijd, nam Kuntsjev deel aan het festival Poetry International in Rotterdam. In de jaren negentig en rond 2000 verbleef hij in Wenen en Berlijn, waar zijn vrouw, dichteres en germaniste Fedja Filkova (1950-2020) gedetacheerd was als cultureel attaché aan de Bulgaarse ambassade.

## Werk
Kuntsjev is een auteur die uitgesproken internationaal en modern aandoet. Hij schrijft vrije verzen zonder rijm, wendt een uitgebreid lexicon aan en is in zijn speurtocht naar een eigen filosofie en wereldbeeld niet altijd gemakkelijk te volgen. Kuntsjev heeft een voorliefde voor het gebruik van spreekwoorden en zegswijzen, idiomatische zinsconstructies en aan de folklore en de Bijbel
ontleende taal. Het is een aanpak die vaak even modern als minimalistisch aandoet. Nikolaj Kuntsjev publiceerde tussen 1965 en 2007 zevenentwintig dichtbundels. Zijn poëzie is in veel talen vertaald. Als vertaler richtte hij zich vooral op modern Franse poëzie. In boekvorm publiceerde hij o.m. vertalingen uit de poëzie van Henri Michaux, Yves Bonnefoy en Kenneth White.

### Dichtbundels (selectie)
- Prisustvie [Aanwezigheid] = „Присъствие“ (1965)
- Poslanie ot pesjechodets [Boodschap van een voetganger] = „Послание от пешеходец“ (1980)
- Oslanjam se na maranjata [Ik verlaat me op de nevel] = „Осланям се на маранята“ (1981)
- Sus sluntse na surtseto [Met zon op het hart] = „Със слънце на сърцето“ (1988)
- Oesmivkata na Sfinksa [De lach van de Sfinx] =	„Усмивката на Сфинкса“ (1998).
- Vjaturut prelistva kalendar bez dati [De wind bladert door de kalender zonder data] = „ Вятърът прелиства календар без дати “ (2007)

### Vertalingen in het Nederlands
- Nikolaj Kuntsjev, Gedichten, vert. Raymond Detrez (Leiden: De Lantaarn, 1982).
- Nikolaj Kunstjev, Ik verlaat me op de nevel, vert. Raymond Detrez (Leiden: De Lantaarn, 1984).
- Nikolaj Kuntsjev, Mijn gegrom beschermt het paradijs, vert. Jan Paul Hinrichs (Leiden: Plantage / G&S, 1991).